# Єттер (Айова)
Єттер (англ. Yetter) — місто (англ. city) в США, у окрузі Калгун штату Айова. Населення — 19 осіб (2020).

## Географія
Єттер розташований за координатами 42°18′58″ пн. ш. 94°50′35″ зх. д. / 42.31611° пн. ш. 94.84306° зх. д. (42.316130, -94.843166).  За даними Бюро перепису населення США в 2010 році місто мало площу 0,33 км², уся площа — суходіл.

## Демографія
Згідно з переписом 2010 року, у місті мешкали 34 особи в 16 домогосподарствах у складі 9 родин. Густота населення становила 105 осіб/км².  Було 20 помешкань (61/км²).
Расовий склад населення:
| - 97,1 % — білих - 2,9 % — азіатів |

До двох чи більше рас належало 0,0 %. Частка іспаномовних становила 0,0 % від усіх жителів.
За віковим діапазоном населення розподілялося таким чином: 20,6 % — особи молодші 18 років, 61,8 % — особи у віці 18—64 років, 17,6 % — особи у віці 65 років та старші. Медіана віку мешканця становила 49,5 року. На 100 осіб жіночої статі у місті припадало 161,5 чоловіків;  на 100 жінок у віці від 18 років та старших — 170,0 чоловіків також старших 18 років.
За межею бідності перебувало 28,0 % осіб, у тому числі 33,3 % дітей у віці до 18 років та 0,0 % осіб у віці 65 років та старших.
Цивільне працевлаштоване населення становило 12 особи. Основні галузі зайнятості: сільське господарство, лісництво, риболовля — 41,7 %, оптова торгівля — 16,7 %, роздрібна торгівля — 16,7 %.